# Enchentes no Rio Grande do Sul em 1959
As enchentes no Rio Grande do Sul em setembro de 1959 representam o segundo desastre natural mais fatal no estado do Rio Grande do Sul, tendo causado pelo menos 94 mortes. As enchentes ocorreram no Rio Pardo durante o mês de setembro e atingiram especialmente os municípios de Candelária e Sobradinho na região do Vale do Rio Pardo.